# William Bemrose
William Bemrose (Derby, 30 dicembre 1831 – 6 agosto 1908) è stato un artista e scrittore britannico, noto sia per un manuale di intaglio del legno che per essere stato direttore di una stamperia e della Royal Crown Derby.

## Biografia
Bemrose nacque a Derby il 30 dicembre 1831 ed ebbe lo stesso nome del padre; era il centrale di tre maschi, cui seguì una femmina. Suo fratello maggiore Henry Howe Bemrose fu deputato e divenne baronetto nel 1897.

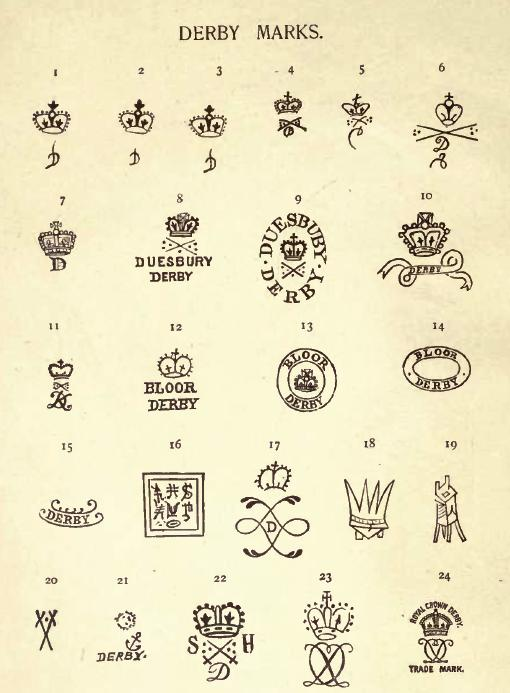
Marchi della porcellana di Derby, dal libro di Bemrose del 1898 book

Andò a scuola al King William's College a Castletown nell'Isola di Man prima di entrare nell'attività di famiglia, una stamperia a Derby. William ed Henry espansero gli affari in tutta l'Inghilterra dopo il ritiro del padre nel 1857. William sposò Margaret Romana nel 1858.
William divenne in seguito direttore della rinata fabbrica di porcellana Royal Crown Derby, ma per tutta la vita mostrò un grande interesse per le arti e l'artigianato. Nel 1862 pubblicò quello che è ritenuto essere il primo manuale di intaglio del legno, che ebbe oltre venti edizioni. Pubblicò anche libri sull'intarsio, i collage e le rosette di carta. Nel 1870 fu coautore di un libro sulla ceramica del Derbyshire ed infine pubblicò "Bow, Chelsea and Derby Porcelain", e successivamente "Longton Porcellana Hall".
Bemrose era un pittore dilettante e presiedette la commissione della Derby Art Gallery. Raccolse pezzi d'arte e ceramiche che acquistava durante i suoi viaggi. Il suo interesse per l'arte e la scrittura culminarono in uno studio accademico su Joseph Wright of Derby che fu pubblicato dalla sua stessa casa editrice. Fu anche vicepresidente del Derby Sketching Club e membro del Derby Archaelogical Society, oltre ad aver preso parte all'organizzazione di un orfanotrofio e aver servito diciassette anni nei 1st Derby Volunteers.
Nel 1901 la sua prima moglie morì: con lei aveva avuto cinque figli e una figlia. Due anni dopo sposò Lilian, la vedova del proprietario di un giornale locale. Bemrose morì a Bridlington il 6 agosto 1908, ma fu sepolto a Derby.  La società di stampa iniziate da William Bemorose senior nel 1826 continuò ad esistere a Derby fino a raggiungere i 1.500 dipendenti, per poi cessare le attività a giugno 2010.